# Catedral de Nuestra Señora de la Concepción (Santa María)

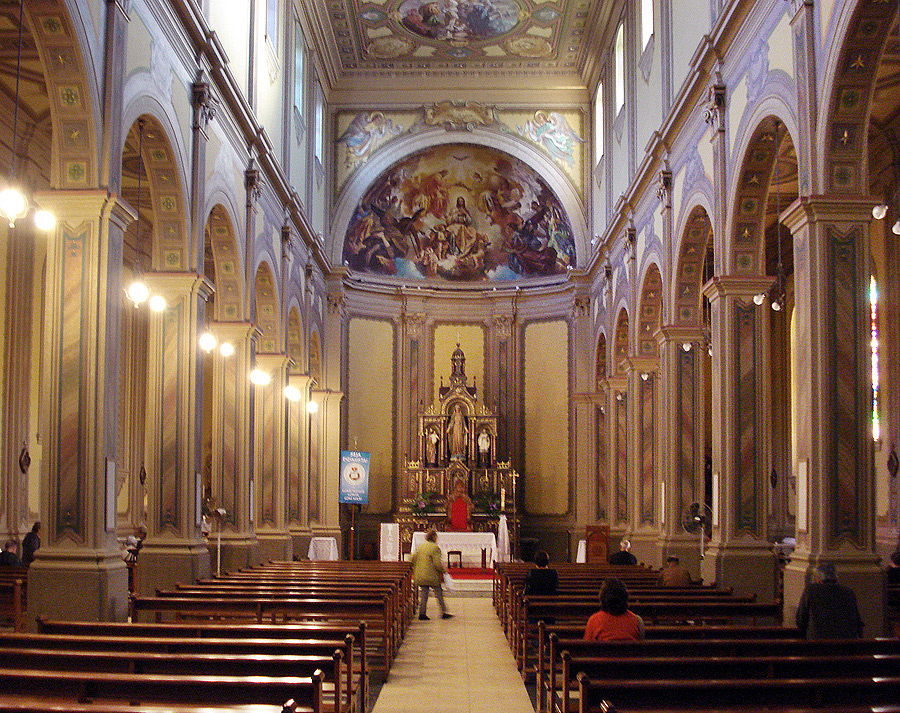
Nave central interior de la catedral.

La Catedral de Nuestra Señora de la Concepción es la sede de la arquidiócesis de Santa María, y se encuentra situada en la ciudad de Santa María de Rio Grande do Sul en Brasil.
Es un edificio realizado en estilo ecléctico con predominio del neobarroco y neoclásico, cuya construcción comenzó en 1902, organizada por el párroco Caetano Pagliuca, que abrió sus puertas en 1909. Sustituyó a la vieja iglesia del siglo XIX, que había sido demolida. En 1910 fue elevada a la categoría de catedral.
En el interior tiene bellos altares tallados, vidrieras y una importante serie de pinturas murales de Aldo Locatelli, sobre la vida de la Virgen María. El altar mayor tiene una escultura de la Virgen de origen parisino. El campanario tiene una campana que procede de una antigua misión jesuítica de 1684, y que fue instalada en el año 1911.
En 2002 la catedral fue catalogada como Patrimonio Histórico de Santa María.